# Claire Magnin
Pour les articles homonymes, voir Magnin.
Claire Magnin est une actrice française.

## Biographie
Elle s'est formée au Conservatoire national supérieur d'art dramatique avec Maurice Jacquemont et Antoine Vitez.
Elle est l'un des membres de la bande du Splendid.

## Filmographie

### Cinéma
- 1980 : C'est pas moi, c'est lui, l'attachée de presse
- 1981 : Les Babas-Cool (ou Quand tu seras débloqué, fais-moi signe !), Marie-Jo
- 1982 : Elle voit des nains partout !, la méchante reine
- 1982 : Le père Noël est une ordure, Madame Leble
- 1984 : Pinot simple flic, Craquette
- 1984 : Cheech & Chong's The Corsican Brothers (USA), une courtière
- 1985 : Tranches de vie, la savante
- 1986 : La Gitane, la femme brune près de l'ambulance
- 1986 : Le bonheur a encore frappé, professeur Josette
- 1987 : Promis…juré !
- 1991 : Rue Saint-Sulpice, la mère dans le métro
- 1993 : Une journée chez ma mère, Michèle
- 1993 : Les Visiteurs, la vieille rajeunie
- 2001 : Les Dessous, La vendeuse blonde
- 2008 : Coluche, l'histoire d'un mec d'Antoine de Caunes
- 2014 : À trois on y va de Jérôme Bonnell
- 2023 : Sur les chemins noirs de Denis Imbert : Suzanne
- 2025 : Belladone d'Alanté Kavaïté : Yona

### Télévision
- 1980 : Mont-Oriol, une curiste
- 1981 : Les Fiançailles de feu, Francette
- 1982 : Les Scénaristes ou Les aventures extraordinaires de Robert Michon
- 1983 : L'Île bleue, l'infirmière
- 1987 : Marie Pervenche (épisode Le jour de gloire n'est pas près d'arriver), Marguerite
- 1989 : Imogène (épisode Ne vous fâchez pas, Imogène), Solange
- 1992 : Les Taupes-niveaux, la voisine
- 1996 : La Guerre des poux, la directrice d'école
- 1997 : Julie Lescaut, épisode 2 saison 6, Travail fantôme d'Alain Wermus : secrétaire de mairie
- 1998 : Dossier: disparus (épisode Madeleine), Madeleine la concierge
- 1998 : Marceeel!!!
- 2001 : Navarro (épisode Mademoiselle Navarro), l'employée de l'agence immobilière
- 2010 : Les Petits Meurtres d'Agatha Christie (épisode 5 de la saison 1, Le Chat et les Souris) : Sœur Simone
- 2010 - 2014 : Fais pas ci, fais pas ça : Gisèle
- 2021 : Tropiques criminels : Suzanne, retraitée au refuge (saison 2, épisode 2 : Les Salines)

## Théâtre
- 1974 : Vermeil comme le sang de Claude Régy, mise en scène de l'auteur, TNP, Théâtre de Chaillot
- 1979 : Vingt minutes avec un ange - Anecdotes provinciales d'Alexandre Vampilov, mise en scène Gabriel Garran, Festival d'Avignon
- 1979 : La Rencontre de Georges Pompidou avec Mao Zedong, mise en scène Antoine Vitez, Théâtre des Quartiers d'Ivry, Festival du Jeune Théâtre d'Alès
- 1979 : Zina de Farid Gazzah, mise en scène Antoine Vitez, Théâtre des Quartiers d'Ivry
- 1980 : Le Revizor de Nicolas Gogol, mise en scène Antoine Vitez, Théâtre des Quartiers d'Ivry
- 1980 : L'Atelier
- 1983 : Ma vedette américaine
- 1986 : Un fil à la patte
- 1987 : En famille on s'arrange toujours
- 1988 : Fric Frac
- 1987 : En famille, on s'arrange toujours ! d'Alexandre Ostrovski, mise en scène Jacques Mauclair, Théâtre du Marais
- 1991 : La Dame de chez Maxim de Georges Feydeau, mise en scène Bernard Murat, Théâtre Marigny
- 1995 : On purge bébé
- 2003 : À chacun sa vérité de Luigi Pirandello, mise en scène Bernard Murat, Centre national de création d'Orléans, Théâtre Antoine
- 2006 : L'Importance d'être Constant d'Oscar Wilde, mise en scène Pierre Laville, Théâtre Antoine
- 2007 : L'Importance d'être Constant d'Oscar Wilde, mise en scène Pierre Laville, Théâtre Antoine
- 2008 : L'Importance d'être Constant d'Oscar Wilde, mise en scène Pierre Laville, Opéra de Massy, tournée